# Benjamin Črv
Benjamin Črv, slovenski smučarski tekač, * 29. november 1996, Gozd Martuljek.
Benjamin je leta 2019 nastopil na Svetovnem prvenstvu v nordijskem smučanju Seefeld 2019. Nastopil je na 15 km klasično z individualnim startom in zasedel 58. mesto. 
Svoj drugi nastop na svetovnem prvenstvu je doživel na Svetovnem prvenstvu v nordijskem smučanju Oberstdorf 2021, kjer je na 15 km prosto z individualnim startom osvojil 60. mesto. 
Tudi njegov brat Vili je smučarski tekač.